# Ricardo Cadena
Ricardo Cadena Martínez (* 23. Oktober 1969 in Guadalajara, Jalisco) ist ein ehemaliger mexikanischer Fußballspieler auf der Position eines Verteidigers.

## Leben
Cadena begann seine Profikarriere bei seinem Heimatverein Club Deportivo Guadalajara, bei dem er von 1989 bis 1993 unter Vertrag stand. Im Jahr seines Wechsels zum Club León, bei dem er bis 2000 aktiv war, absolvierte Cadena seinen einzigen Länderspieleinsatz für die mexikanische A-Nationalmannschaft. Zuvor hatte er bereits mit der U-23-Auswahl am olympischen Fußballturnier des Jahres 1992 teilgenommen.
Im neuen Jahrtausend hatte Cadena noch einige kurzzeitige Stationen beim CF La Piedad, den Jaguares de Chiapas und den Dorados de Sinaloa, bevor er eine Zeitlang vereinslos war. Zuletzt spielte er noch jeweils eine Halbsaison für die Lagartos de Tabasco (Clausura 2005), den Club Tijuana (Apertura 2005) sowie dessen Nachfolgeverein Dorados de Tijuana (Clausura 2006) in der zweitklassigen Primera División 'A'.